# Efektywny portfel
Efektywny portfel – rodzaj układu struktury aktywów danej firmy, który pozwala na realizację oczekiwanego dochodu, przy ściśle określonym stopniu ryzyka na realizację jak najwyższej stopy dochodu. Wybór indywidualnego tego typu portfela jest objęty określonym ryzykiem, zależy w dużym stopniu od skłonności inwestora do ponoszenia określonego stopnia ryzyka.